# Кингсли, Стивен
Стивен Кингсли (англ. Stephen Kingsley; родился 23 июля 1994 года, Стерлинг, Шотландия) — шотландский футболист, защитник клуба «Халл Сити». Выступал в сборной Шотландии.

## Клубная карьера
Кингсли — воспитанник клуба «Фалкирк». 12 апреля 2011 года в матче против «Партик Тисл» он дебютировал шотландском Чемпионшипе. 7 декабря 2013 года в поединке против «Рэйт Роверс» Стивен забил свой первый гол за «Фалкирк». Летом 2014 года Кингсли перешёл в валлийский «Суонси Сити», подписав контракт на три года. Сразу же, для получения игровой практики Стивен был отдан в аренду в «Йовил Таун». 21 февраля в матче против «Джеллингема» он дебютировал в Первой лиге Англии.
Летом 2015 года Кингсли на правах аренды перешёл в «Кру Александра». 29 августа в матче против «Уиган Атлетик» он дебютировал за новую команду.
В начале 2016 года Стивен вернулся в «Суонси Сити». 2 марта в матче против лондонского «Арсенала» он дебютировал в английской Премьер-лиге. Летом 2017 года Кингсли перешёл в «Халл Сити», подписав контракт на три года. 25 августа в матче против «Болтон Уондерерс» он дебютировал в Чемпионшипе.

## Международная карьера
4 июня 2016 года в товарищеском матче против сборной Франции Кингсли дебютировал за сборной Шотландии.